# 库埃姆-沃塞
库埃姆-沃塞（法語：Couesmes-Vaucé，法語發音：[kwɛm vose]）是法国马耶讷省的一个市镇，属于马耶讷区。该市镇于1972年由原市镇库埃姆昂弗鲁莱（Couesmes-en-Froulay）和沃塞（Vaucé）合并而成。

## 地理
库埃姆-沃塞（48°27'6"N, 0°42'35"W）面积19.13 平方千米，位于法国卢瓦尔河地区大区马耶讷省，该省份为法国西北部内陆省份，北起芒什省和奧恩省，西接伊勒-维莱讷省，南至曼恩-卢瓦尔省，东临萨尔特省。
与库埃姆-沃塞接壤的市镇（或旧市镇、城区）包括：圣弗兰博、昂布里耶尔莱瓦莱、布勒塞、戈龙、勒帕、苏塞、索塞、帕赛维拉日。
库埃姆-沃塞的时区为UTC+01:00、UTC+02:00（夏令时）。

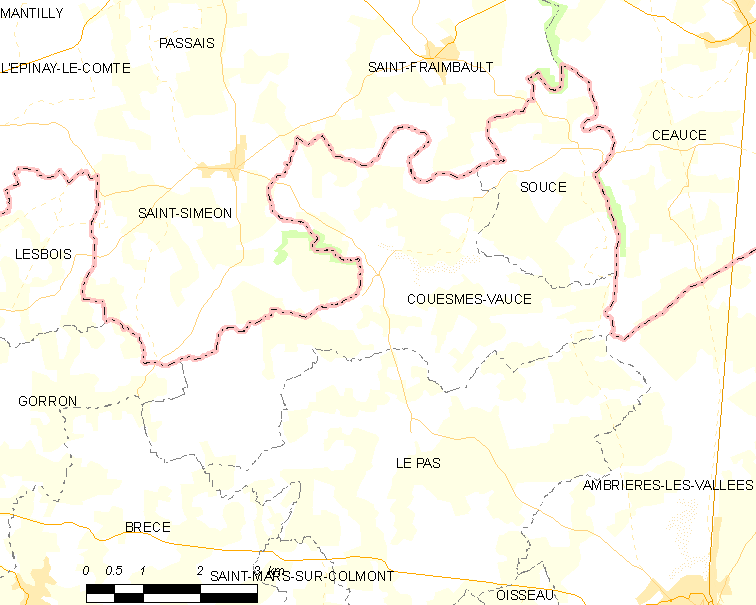
库埃姆-沃塞的OSM定位图

## 行政
库埃姆-沃塞的邮政编码为53300，INSEE市镇编码为53079。

## 政治
库埃姆-沃塞所属的省级选区为戈龙县。

## 人口

1962-2008年间库埃姆-沃塞人口变化图示

库埃姆-沃塞于2022年1月1日时的人口数量为377人。